# كارين لافرتي
كارين لافرتي (29 فبراير 1948)، هي موسيقية مسيحيةٌ أمريكية من ألاموغوردو في نيومكسيكو.
تخرجت لافرتي من جامعة إيسترن نيو مكسيكو [الإنجليزية] وحاولت دون فائدة الانضمام إلى منظمة كامبوس كروسيد فور كريست. عملت على ممارسة الموسيقى العلمانية [الإنجليزية]، ثم انتقلت إلى جنوب كاليفورنيا، وسرعان ما بدأت الأداء في فرقة كالفيري شابيل كوستا ميسا "Calvary Chapel Costa Mesa". قامت بجولةٍ في هولندا لافتتاحية حفل أطفال اليوم [الإنجليزية] في عام 1973، وأصدرت ألبومها الموسيقي الأول مارانثا! "!Maranatha" بعد عامين، ثم أصدرت ألبومها الثاني بعنوان سويت كوميونيون "Sweet Communion". قامت بجولةٍ شخصيةٍ في أوروبا.
أثناء قيامها بالجولة، لاحظت لافيرتي مدى شعبية الموسيقى الأمريكية، على الرغم من أنَّ معظم الموسيقيين الأمريكيين المحترفين لم يعتبروا التجول في أوروبا مجديًا من الناحية المالية. ردًا على ذلك، أسست موسيقيون في مهمات [الإنجليزية] (اختصارًا YWAM) في عام 1981، تحت إشراف منظمة هولاند يافعون في مهماتٍ، إذ سعت هذه المنظمة لتدريب الموسيقيين المسيحيين الشباب للقيام بجولاتٍ تبشيرية حيث يمكنهم أداء العروض المباشرة. ثم انتقلت لاحقًا إلى أمستردام لتدير المنظمة.
ألفت أغنية التسبيح والعبادة [الإنجليزية] سييك يا فيرست [الإنجليزية] "Seek Ye First"، والتي صدرت لأول مرة في مجموعة مارانثا عام 1974.

## ألبوماتها
- Bird in a Golden Sky (مارانثا، 1975)
- Sweet Communion (مارانثا، 1978)
- Life Pages (مارانثا، 1980)
- Country to Country (1983)
- Land of No Goodbyes (1989)
- Multitudes: Sounds of Many Nations (2004)
- Singing My Heart Out (2008)